# Союз государств
Сою́з госуда́рств, коали́ция — военно-политический или экономический союз нескольких государств, создаваемый для защиты общих интересов, обеспечения совместной безопасности, коллективной обороны или для согласованной подготовки и ведения коалиционной войны. 
Образуется на основе двусторонних или многосторонних договоров и пактов. Как правило, в коалиции устанавливаются общие цели и определяется характер совместных действий по их достижению. При этом каждое государство, входящее в коалицию, преследует, прежде всего, собственные политические, экономические и военные интересы. Так, в 1777 году 13 английских колоний в Америке, для целей ведения войны против Англии, соединились в одну конфедерацию, которая через 12 лет обратилась в федерацию, а в 1861 году отделившиеся от американского Союза государств южные штаты образовали особую конфедерацию, которая была разгромлена в войне с северными штатами. Существовал и Германский союз, который располагал армией в 600 000 человек личного состава.
Наряду с «Союзом государств» существуют и другие формы, общественно-политического устройства, такие как содружество, конфедерация, ООН.